# Hodac
Hodac là một xã thuộc hạt Mureș, România. Dân số thời điểm năm 2002 là 4970 người.